# Джефферсон Енкада
'Джефферсон Анілсон Сілва Енкада або просто Джефферсон Енкада (порт. Jefferson Anilson Silva Encada / Jefferson Encada; нар. 17 квітня 1998, Гвінея-Бісау) — бісауський та португальський футболіст, нападник клубу «Лейшойш» та національної збірної Гвінеї-Бісау.

## Клубна кар'єра
Вихованець молодіжної академії лісабонського «Спортінга». У 2017 році відправився в оренду до «Ольяненсе». У чемпіонаті Португалії (третій дивізіон) дебютував 10 вересня 2017 року в переможному (1:0) домашньому поєдинку 3-го туру проти «Лулетано». Джефферсон вийшов на поле на 46-й хвилині, замінивши Андре Діаша, а на 67-й хвилині відзначився першим голом у дорослому футболі. У сезоні 2017/18 років зіграв за «Ольяненсе» 20 матчів та відзначився 3-ма голами. Наприкінці червня 2018 року повернувся до «Спортінга», але вже через місяць залишив столичний клуб вільним агентом.
У 2018 році перейшов до «Віторії». Дебютував за «Віторію Б» (Гімарайнш) 28 жовтня 2018 року в програному (0:1) домашньому поєдинку 7-го туру Сегунда-Ліги проти «Пасуш-де-Феррейра». Енканда вийшов на поле на 63-й хвилині, замінивши Елдера Феррейру. Першим голом за «Віторію II» відзначився 13 жовтня 2019 року на 39-й хвилині переможного (2:0) домашнього поєдинку 7-го туру національного чемпіонату Португалії проти «Шавеша II». Джефферсон вийшов на поле в стартовому складі, а на 85-й хвилині його замінив Жоазіньйо. У другій команді «Віторії» провів два сезони, за цей час у національному чемпіонаті Португалії зіграв 28 матчів та відзначився 4-ма голами. У футболці першої команди «Віторії» дебютував 8 вересня 2019 року в нічийному (1:1) виїзному поєдинку 1-го туру Прімейра-Ліги проти «Ріу Аве». Джефферсон вийшов на поле на 67-й хвилині, замінивши Валерія Бондаренка. Цей матч так і залишився єдиним для бісауського футболіста у футболці першої команди «Віторії».
Наприкінці серпня 2020 року перебрався в «Лейшойш». У футболці нового клубу дебютував 4 жовтня 2020 року в нічийному (1:1) виїзному поєдинку 5-го туру Сегунда-Ліги проти «Академіку» (Візеу). Енканда вийшов на поле в стартовому складі, на 27-й хвилині отримав жовту картку, а на 61-й хвилині його замінив Еду Машаду. Першим голом за «Лейшойш» відзначився 11 січня 2021 року на 17-й хвилині переможного (2:1) виїзного поєдинку 15-го туру Сегунда-Ліги проти «Порту Б». Джефферсон вийшов на поле в стартовому складі, а на 79-й хвилині його замінив Кікі Сілва.

## Кар'єра в збірній
У футболці національної збірної Гвінеї-Бісау дебютував 26 березня 2021 року в поєдинку кваліфікації Кубку африканських націй 2021 проти Есватіні.
Потрапив до списку гравців збірної Гвінеї-Бісау, які поїхали на Кубок африканських націй 2021 року.

## Статистика виступів

### Клубна
| Сезон             | Команда                 | Чемпіонат         | Чемпіонат | Чемпіонат | Нац. кубок | Нац. кубок | Нац. кубок | Конт. кубок | Конт. кубок | Конт. кубок | Інші кубки | Інші кубки | Інші кубки | Загалом | Загалом | Загалом |
| Сезон             | Команда                 | Змаг.             | Матчі     | Голи      | Змаг.      | Матчі      | Голи       | Змаг.       | Матчі       | Голи        | Змаг.      | Матчі      | Голи       | Матчі   | Голи    |         |
| ----------------- | ----------------------- | ----------------- | --------- | --------- | ---------- | ---------- | ---------- | ----------- | ----------- | ----------- | ---------- | ---------- | ---------- | ------- | ------- | ------- |
| 2017-2018         | «Ольяненсе»             | ЧП                | 20        | 3         | КП+КПЛ     | 0          | 0          |             | -           | -           |            | -          | -          | 20      | 3       |         |
| 2018-2019         | «Віторія Б» (Гімарайнш) | СЛ                | 6         | 0         |            | -          | -          |             | -           | -           |            | -          | -          | 6       | 0       |         |
| 2019-2020         | «Віторія Б» (Гімарайнш) | ЧП                | 22        | 4         |            | -          | -          |             | -           | -           |            | -          | -          | 22      | 4       |         |
| 2019-2020         | «Віторія» (Гімарайнш)   | ПЛ                | 1         | 0         | КП+КПЛ     | 0          | 0          |             | -           | -           |            | -          | -          | 1       | 0       |         |
| 2020-2021         | «Лейшойш»               | СЛ                | 17        | 3         | КП+КПЛ     | 0          | 0          |             | -           | -           |            | -          | -          | 17      | 3       |         |
| Усього за кар'єру | Усього за кар'єру       | Усього за кар'єру | 66        | 10        |            | 2          | 0          |             | -           | -           |            | -          | -          | 68      | 10      |         |

### У збірній
| Дата      | Місто   | Господарі | Результат | Гості        | Турнір            | Голи | Примітки |
| --------- | ------- | --------- | --------- | ------------ | ----------------- | ---- | -------- |
| 26-3-2021 | Лобамба | Есватіні  | 1 – 3     | Гвінея-Бісау | Відбір до ЧС 2022 | -    | 75'      |
| Усього    |         | Матчів    | 1         |              | Голів             | 0    |          |